# Claire Fourier
Claire Fourier, née à Ploudalmézeau au nord de Brest, Finistère, est un écrivain français. Elle a également publié sous le nom de Béatrice Clairhell. Elle vit à Paris et à Carnac (Morbihan).

## Biographie

### Origines
Claire Fourier est née le 15 juin 1944 à Ploudalmézeau, dans le département du Finistère en France.
Elle fait des études secondaires à Brest puis supérieures à Rennes où elle obtient une maîtrise d'histoire. Plus tard, elle est diplômée de l'École nationale supérieure de bibliothécaires située Villeurbanne près de Lyon. Elle est professeure de lettres et bibliothécaire mais les mutations de son mari ne lui permettent pas d'exercer elle-même une activité stable. Elle se consacre alors à l'écriture et publie ses premiers récits en 1996.
Elle a emprunté son nom de plume à Charles Fourier pour l'amour de l'utopiste, de sa fantaisie et de sa théorie de l'"attraction passionnée".

### Les livres
En 1987, elle montre le manuscrit en cours de Ce que dit le vent d'Ouest à Maurice Blanchot qui exprime aussitôt son bonheur de lire le texte «dans ce qu'il a de libre» et range l'auteur aux côtés de Louise Labé et de madame de Sévigné. Mais elle attend neuf ans pour publier Métro Ciel qui enthousiasme Hubert Nyssen. Elle a été encouragée dans l'écriture aussi par Henri Pollès et Charles Juliet.
Pierre Sipriot a confié que Métro Ciel lui a rendu le goût de la littérature et de la vie et que La Trace est le «cogito de la sensibilité». Jean Markale disait reconnaître dans Comme en passant : la veine celtique et surréaliste de Joyce, «celle qui fait passer une vie dans une page et ouvre sur le rêve le moment plus ordinaire»[réf. nécessaire]. Bernard Noël a écrit qu'elle a inventé un nouveau genre : la sensualité verbale : "Elle a inventé la sensualité verbale : le verbe devient sensuel alors que d'ordinaire il désensualise. Il le devient non par référence aux sens, mais en inventant une sensualité sui generis, si j'ose dire. Voilà ce qui me frappe : pas sensuel par description ou sensibilité sensuelle, mais parce que le verbe prend chair : il souffle du sensuel au lieu d'être insufflé de lui. »,. Claude Hagège évoque la «perfection classique» de sa langue.
Les livres de Claire Fourier, marqués par le goût du discontinu et du digressif, nouent l'introspection à la narration dans un souci de rigueur poétique ; ils entrent difficilement dans un genre défini, c'est pour la commodité qu'il faut les appeler tantôt romans, récits, essais, poèmes, haïkus. «Qu'est-ce que je cherche à dire ? L'état central fluctuant qui est le nôtre, les idées folles, les idées sages qui nous assaillent et nous déstabilisent, l'impermanence permanente, les besoins profonds sous les désirs passagers, les ricochets de l'âme sur l'eau du temps».
Claire Fourier a été récompensée par le Prix Bretagne 2012.

## Prose
Aux éditions Locus Solus
Sémaphore en mer d'Iroise, 6 mars 2020.

Aux éditions Actes Sud

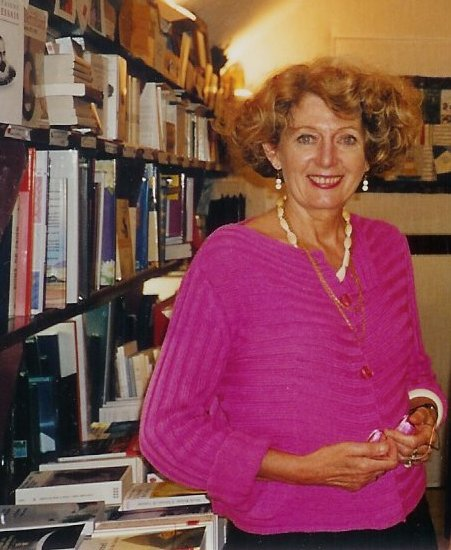
Claire Fourier à la librairie La Galerie de Sanary-sur-Mer.

- Métro Ciel, suivi de Vague conjugale, récits, coll. «Un endroit où aller», 1996 ; rééd.poche, coll. «Babel», 2006. (Épuisé)

Aux éditions Bartillat
- Je vais tuer mon mari..., roman, 1997.
- La Trace, méditation, 1999.
- C'est de fatigue que se ferment les yeux des femmes, récit, 2002.
- Je vais tuer mon mari..., roman. Rééd. poche, Bartillat, coll. Omnia, octobre 2009.

À l'Atelier des Brisants
- RC4, Route du Sang, récit historique, 2000. Epuisé.

Chez Jean-Paul Rocher
- Ce que dit le vent d'Ouest, roman, 1998, épuisé.
- L'amante océane, récit, 1999, épuisé.
- Plus marine que la mer, roman, 2001.
- Bernard Noël ou Achille immobile à grands pas (initialement paru en 1988 dans la revue Faire part n° 12/13 sous le pseudonyme de Béatrice Clairhell) suivi de Nonoléon de Bernard Noël (paru initialement en 1979 dans la revue Première livraison), essai, 2002.
- Au clair de la solitude, roman, 2004. Épuisé.
- Route Coloniale 4 en Indochine, rééd. de RC4, Route du Sang, 2004. Épuisé.
- Saint-Amour, les Vignes du rêve (sous le nom de Béatrice Clairhell), récit, 2005.
- À contre-jour(nal). En filant le temps, 1er novembre 2004-31 octobre 2005. Publié en 2006. Épuisé.
- Comme en passant, récit. Suivi d'une Lettre de Bernard Noël, 2008.
- La Visite, récit, 2008.
- L'amante océane, nouvelle éd. resongée, 2008.
- Saint-Amour, les Vignes du rêve (sous le nom de Béatrice Clairhell), édition revue et augmentée, récit, 2008.
- Je ne compte que les heures heureuses, roman, 2010. Épuisé.

Éditions Dialogues

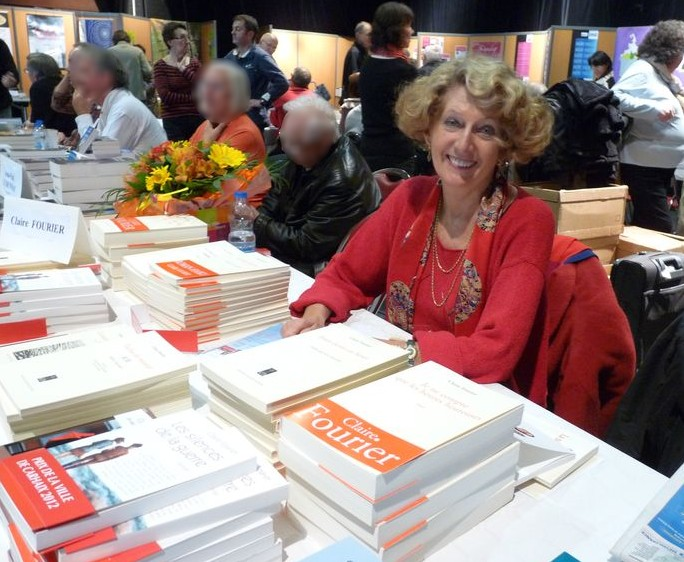
Claire Fourier, Festival du Livre de Carhaix, 28 octobre 2012.

- Les Silences de la guerre, roman, janvier 2012. Prix Bretagne 2012. Prix de la Ville de Vannes 2012. Prix de la Ville de Carhaix 2012[11].

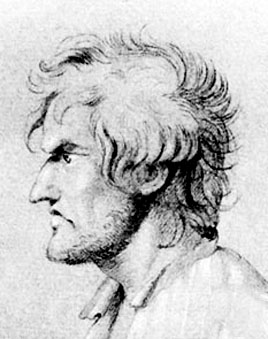
Robert-François Damiens.

- Dieu m'étonnera toujours. Suites pour le temps qui passe. Avril 2013. (Récit d'une retraite de huit jours à la Chartreuse.)
- L'amour aussi s'arme d'acier. Route coloniale 4 en Indochine, récit. Novembre 2013. Épuisé.

Aux Editions Le Serpent à plumes
- Plus marine que la mer, roman, rééd. coll. Motifs, 2004.

Aux éditions de la Différence
- Il n'est feu que de grand bois (roman épistolaire), Paris, Éditions de la Différence, coll. « Littérature », 2015, 192 p. (ISBN 978-2-7291-2179-2, présentation en ligne)
- Radieuse, Une croisière en Adriatique, 2016. (Récompense prix Ville de Vannes. Voyage à bord d'un navire de la compagnie du Ponant.)

Aux  éditions Points-Seuil
- Les Silences de la guerre (pendant féminin au Silence de la mer, de Vercors), rééd. coll. poche, Grands romans, février 2016.

Aux éditions du Canoë
- Tombeau pour Damiens, La journée sera rude, mai 2018. Avec cahier central de 8 illustrations couleurs (peintures) réalisées spécialement par Milos Sobaïc.
- Métro Ciel, réédition, juin 2021.
- Le Jardin voluptueux, ou Nous sommes de drôles d'oiseaux, mai 2022.
- RC4, Route du sang, éd. enrichie d'un avant-propos de l'auteur, juillet 2023.

Aux éditions Presses de la Cité
° Ker Stears. In Le Sel de la Bretagne, ouvrage collectif, juin 2021. Repris en poche, éd. Pocket, avril 2022.

Aux éditions Tinbad
° Tout est solitude, avril 2024.

## Poèmes
Jean-Paul Rocher éditeur
- Le temps de le dire, haïku d'été, 2004. Tirages de tête et courant.
- Taches de rousseur, haïku d'automne. Précédé de L'Arbre, la mer et la femme par Jean Markale, 2006.
- Jours écrits en hiver, haïku qui n'en sont plus, 2007.
- La Valse libertine, roman-haïku de printemps, mars 2009.

## Textes publiés en revues
- Armand Robin : anarchiste de la grâce, Livres de France, 1986. Version revue et corrigée, revue Hopala !, no 40, octobre 2012.
- Solo à deux temps, La Bartavelle, no 5, octobre 1996.
- La mort d'un enchanteur [Henry Pollès], La Dérobée, no 4, décembre 1996. Réédition revue Hopala, no 38, février 2012.
- Le rire devant la mort, Supérieur inconnu, no 5, octobre-décembre 1996.
- Longtemps je n'ai écrit que des lettres, revue La Bartavelle, no 6,mai 1997.
- Au féminin, Supérieur inconnu, no 16, octobre-décembre 1999.
- Les robes scandaleusement belles de John Galliano, Supérieur inconnu, no 18, printemps-été 2000. Rééd. in Chroniques d'actualité, no 3, juin, 2011.
- Bernard Noël ou Achille immobile à grands pas, Fusées, no 5, 2001.
- Cinq états du corps dans l'œuvre de Bernard Noël, revue Amastra-n-Gallar, automne 2008.
- Le soleil abonde, Lieux d'Être, no 53-54, décembre 2011.
- Fugitiva, Spered Gouez, no 18, octobre 2012.
- Allons consoler nos peines, Traversées, no 67, janvier 2013.
- Paradjanov en capitaine Achab, Les Cahiers de Tinbad, no 5, hiver 2018.
- L'entracte, Les Cahiers de Tinbad, no 6, été 2018.
- Notes sur Céline, Les Cahiers de Tinbad, N°7, hiver 2019.
- Cinq états du corps dans l'oeuvre de Bernard Noël, Les Cahiers de Tinbad, n°15, automne 2023.
- Extraits de La Complainte du matelas, in revue Possibles, août 2025. (Livre à paraître aux Éd. Tinbad en janvier 2026.)

## Préfaces
- Tombeau de Merlin ou Jean Markale, poète de la celtitude, préface-hommage à L'homme lesbien de Jean Markale, Jean-Paul Rocher éd., coll. Les fruits défendus, 2008.
- Terre d'orgueil, ciel craintif, préface à Petites notes d'amertume de Marie-Josée Christien (Les Éditions Sauvages, collection La Pensée Sauvage), 2014.
- Jean-Paul Rocher, un homme et un éditeur très à part. Hommage rendu au Père-Lachaise, le 13 septembre 2012. Repris dans recueil D'écritures en écritures, 2015.
- La chaleur du sang. Préface à la réédition de Défense de Lady Chatterley, éd. de la Différence, juillet 2016.
- Le roman. Bref essai, en guise de préface au programme du Festival du livre en Bretagne, à Carhaix, 2018.

## Dossiers Claire Fourier dans revues et ouvrages collectifs
- Claire Fourier, écrire sous le vent d'ouest, par Alain-Gabriel Monot, revue ArMen, novembre-décembre 2012.
- Claire Fourier, revue Traversées, janvier 2013.
- Trois entretiens avec Claire Fourier, revue Unidivers, juin 2013, septembre 2013 & novembre 2013
- Entretien avec Claire Fourier, Bonheur(s) magazine, no 6, décembre 2013-janvier 2014.
- Brest des écrivains, direction d'Alain-Gabriel Monot, éditions Alexandrines, 2014 (contribution de Marie-Josée Christien : Claire Fourier, Brest en figure de proue d'un monde intérieur)
- Claire Fourier, en corps à corps avec le verbe, dossier  élaboré par Marie-Josée Christien, dans le no 21 de la revue Spered Gouez / l'esprit sauvage, p. 63 à 70, 2015
- Claire Fourier, par Guillaume Basquin, Les Cahiers de Tinbad, no 6, été 2018.
- Claire Fourier, Ploudalmézeau, Jean-Marie Goater, Femmes de Lettres en Bretagne, Matrimoine littéraire et itinéraires de lecture. Éditions Goater, 2021, pp133-134.